# Габріеле Муччіно
Габріеле Муччіно (італ. Gabriele Muccino; нар. 20 травня 1967, Рим, Італія) — італійський кінорежисер, сценарист і продюсер, відомий за фільмами «Останній поцілунок» (2001) і «Пам'ятай про мене» (2003) з Монікою Беллуччі.

## Фільмографія
- 1998 — Впасти в кохання / Ecco fatto
- 1999 — Але назавжди в моїй пам'яті / Come te nessuno mai
- 2001 — Останній поцілунок / L'ultimo bacio
- 2003 — Пам'ятай про мене / Ricordati di me
- 2006 — У гонитві за щастям / The Pursuit of Happyness
- 2007 — Сердечне танго / Heartango
- 2008 — Сім душ / Seven Pounds
- 2010 — Поцілуй мене ще раз / Baciami ancora
- 2012 — Чоловік нарозхват / Playing for Keeps
- 2015 — Батьки та дочки / Fathers and Daughters